# Sergio Álvarez Díaz
Pour les articles homonymes, voir Sergio Álvarez, Álvarez et Diaz.
Sergio Álvarez Díaz est un footballeur espagnol, né le 23 janvier 1992 à Avilés. Il évolue au poste de milieu relayeur à la SD Eibar.

## Palmarès
Vierge